# Мирнополе (Арцизки район)
Мирнополе (на украински: Мирнопілля) е село в южна Украйна, административен център на селски съвет Мирнополе в Болградски район на Одеска област. Населението му според преброяването през 2001 г. е 2043 души.

## Население

### Езици
Численост и дял на населението по роден език, според преброяването на населението през 2001 г.:
| Роден език | Численост | Дял (в %) |
| Общо       | 2043      | 100.00    |
| Украински  | 1009      | 49.38     |
| Руски      | 901       | 44.10     |
| Български  | 76        | 3.72      |
| Молдовски  | 46        | 2.25      |
| Гагаузки   | 8         | 0.39      |
| Беларуски  | 1         | 0.04      |
| Други      | 2         | 0.09      |